# Melanotaenia angfa
Melanotaenia angfa är en fiskart som beskrevs av Allen, 1990. Melanotaenia angfa ingår i släktet Melanotaenia och familjen Melanotaeniidae. IUCN kategoriserar arten globalt som otillräckligt studerad. Inga underarter finns listade i Catalogue of Life.